# Míriam Ramón
Míriam Elitsavet Ramón Duran (Cuenca, 10 de febrero de 1973) es una atleta ecuatoriana retirada, que compitió en eventos con la modalidad de marcha atlética.
Representó a Ecuador en los Juegos Olímpicos de Barcelona 1992.
En 2012 se integró a la Federación Deportiva del Azuay, donde inició su carrera como delegada técnica de la Secretaría del Deporte. Años más tarde resultó elegida vicepresidenta de esta misma entidad. En 2016 fue escogida como presidenta de la Federación Deportiva del Azuay hasta el año 2019, cuando presentó su renuncia.

## Logros
| Representando Ecuador                                                                       | Representando Ecuador                      | Representando Ecuador          | Representando Ecuador | Representando Ecuador |
| Año                                                                                         | Competición                                | Lugar                          | Resultado             | Distancia             |
| ------------------------------------------------------------------------------------------- | ------------------------------------------ | ------------------------------ | --------------------- | --------------------- |
| 1989                                                                                        | Campeonato Sudamericano de Atletismo       | Medellín, Colombia             | 1.ª (50:30) CR        | 10 km                 |
| 1989                                                                                        | Juegos Bolivarianos                        | Maracaibo, Venezuela           | 1.ª (46:15)           | 10 km                 |
| 1992                                                                                        | Juegos Olímpicos de Barcelona 1992         | Barcelona, España              | 36.ª (51:56)          | 10 km                 |
| 1993                                                                                        | Campeonato Sudamericano de Atletismo       | Lima, Perú                     | 1.ª (48:18) CR        | 10 km                 |
| 1993                                                                                        | Campeonato Mundial de Atletismo            | Stuttgart, Alemania Occidental | 16.ª (46:13)          | 10 km                 |
| 1993                                                                                        | Juegos Bolivarianos                        | Cochabamba, Bolivia            | 2.ª (48:47)           | 10 km                 |
| 1994                                                                                        | Campeonato Sudamericano de Marcha Atlética | Sucre, Bolivia                 | 1.ª                   | 10 km                 |
| 1995                                                                                        | Campeonato Sudamericano de Atletismo       | Manaus, Brasil                 | 1.ª (49:26)           | 10 km                 |
| 1995                                                                                        | Campeonato Mundial de Atletismo            | Goteborg, Suecia               | 25ª (45:04)           | 10 km                 |
| 1997                                                                                        | Campeonato Sudamericano de Atletismo       | Mar del Plata, Argentina       | 2.ª (46:50)           | 10 km                 |
| 1997                                                                                        | Juegos Bolivarianos                        | Arequipa, Perú                 | 3.ª (52:49)           | 10 km                 |
| 1998                                                                                        | Campeonato Sudamericano de Atletismo       | Cuenca, Ecuador                | 3.ª (48.30)           | 10 km                 |
| 1999                                                                                        | Campeonato Sudamericano de Atletismo       | Bogotá, Colombia               | 1.ª (1h:39:27) CR     | 20 km                 |
| 1999                                                                                        | Campeonato Mundial de Atletismo            | Sevilla, España                | DNS                   | 20 km                 |
| 2005                                                                                        | Copa Panamericana de Marcha                | Lima, Perú                     | 2.ª (1h:31:25)        | 20 km                 |
| 2005                                                                                        | Campeonato Mundial de Atletismo            | Helsinki, Finlandia            | DNF                   | 20 km                 |
| 2007                                                                                        | Copa Panamericana de Marcha                | Balneario Camboriú, Brasil     | 2.ª (1h:39:43)        | 20 km                 |
| 2007                                                                                        | Campeonato Mundial de Atletismo            | Osaka, Japón                   | DQ                    | 20 km                 |
| 2007                                                                                        | Copa Panamericana de Marcha                | Río de Janeiro, Brasil         | 2.ª (1h:40:03)        | 20 km                 |
| DQ-Descalificación DNF-No finaliza la prueba DNS-No toma la salida CR-Récord del campeonato |                                            |                                |                       |                       |